# Heinrich Kniewitz
Heinrich Kniewitz (* 2. März 1882 in Blaubeuren; † 4. Januar 1948 in München) war ein deutscher Verwaltungsjurist und Landrat.

## Leben
Heinrich Kniewitz absolvierte ein Studium der Rechtswissenschaften an der Ludwig-Maximilians-Universität München, legte die erste juristische Staatsprüfung ab und leistete den dreijährigen Vorbereitungsdienst (Referendariat). Nach dem Großen juristischen Staatsexamen im Jahre 1907 wurde er zunächst Akzessist im Staatsministerium des Innern und 1912 Assessor beim Bezirksamt Zweibrücken, 1919 in gleicher Funktion in Landsberg am Lech. 1925 zum Regierungsrat ernannt, kam er zum 1. Dezember 1929 als Bezirksamtsvorstand (ab 1939 Landrat) zum Bezirksamt Pegnitz (ab 1939 Landkreis Pegnitz). Zum 1. Mai 1935 trat er in die NSDAP ein (Mitgliedsnummer 3.659.662). Im Juni 1938 wurde er zum Oberregierungsrat ernannt.
Mit dem Ende des Krieges im Mai 1945 wurde er seines Amtes enthoben. Über ein Entnazifizierungsverfahren oder über eine weitere Verwendung im öffentlichen Dienst gibt die Quellenlage keine Aufschlüsse.